# ABC Signature
ABC Signature és una productora de televisió del grup Disney-ABC Television Group. La companyia es va crear l'any 1985 com a Touchstone Television i adoptà l'actual nom el maig de 2007.